# ضفادع عديمة اللسان
الضفادع العديمة اللسان (الاسم العلمي: Pipidae) (بالإنجليزية: tongueless frogs)‏ هي فصيلة من البرمائيات تتبع رتبة البتراوات.

## أجناس
- الضفدع السورينامي
- القيطم